# 2-я Родопская бригада имени Васила Коларова
2-я Родопская бригада имени Васила Коларова (болг. Втора родопска бригада „Васил Коларов“) — подразделение Народно-освободительной повстанческой армии Болгарии, находившееся в ведении 2-й Пловдивской повстанческой оперативной зоны. Бригада действовала в Родопах.

## История
Первая коммунистическая партизанская группа появилась в районе Асеновграда осенью 1941 года. В 1942 году была сформирована Асеновградская рота имени Васила Левского. В апреле 1944 года на её основе образован партизанский отряд имени Георгия Бенковского, разделённый на три роты; командиром отряда стал Атанас Арабаджиев, политическим комиссаром — Генко Гюлев.
В июне 1944 года после объединения партизанских отрядов имени Георгия Бенковского, Райчо Киркова и Колю Шишманова была образована 2-я Родопская бригада имени Васила Коларова. Командиром бригады был назначен Благой Пенев}, политическим комиссаром — Генко Гюлев.
С июня по сентябрь 1944 года бригада провела ряд акций около городов Асеновград, Борисовград и Кырджали. Четырежды она выходил на связь с греческими партизанами с целью раздобыть оружие.
3 сентября 1944 года лагерь бригады около Новаково был атакован силами болгарской армии и жандармерии. В ходе боя погибли 15 партизан.
Часть бригады была окружена, однако спустя двое суток жандармы отступили, поскольку стало известно об объявлении Советским Союзом войны Болгарии.
К 9 сентября 1944 года численность бригады составляла около 800 человек; в тот день при участии бригады была установлена власть Отечественного фронта в Пловдиве и окрестностях.